# Ladanumcistros

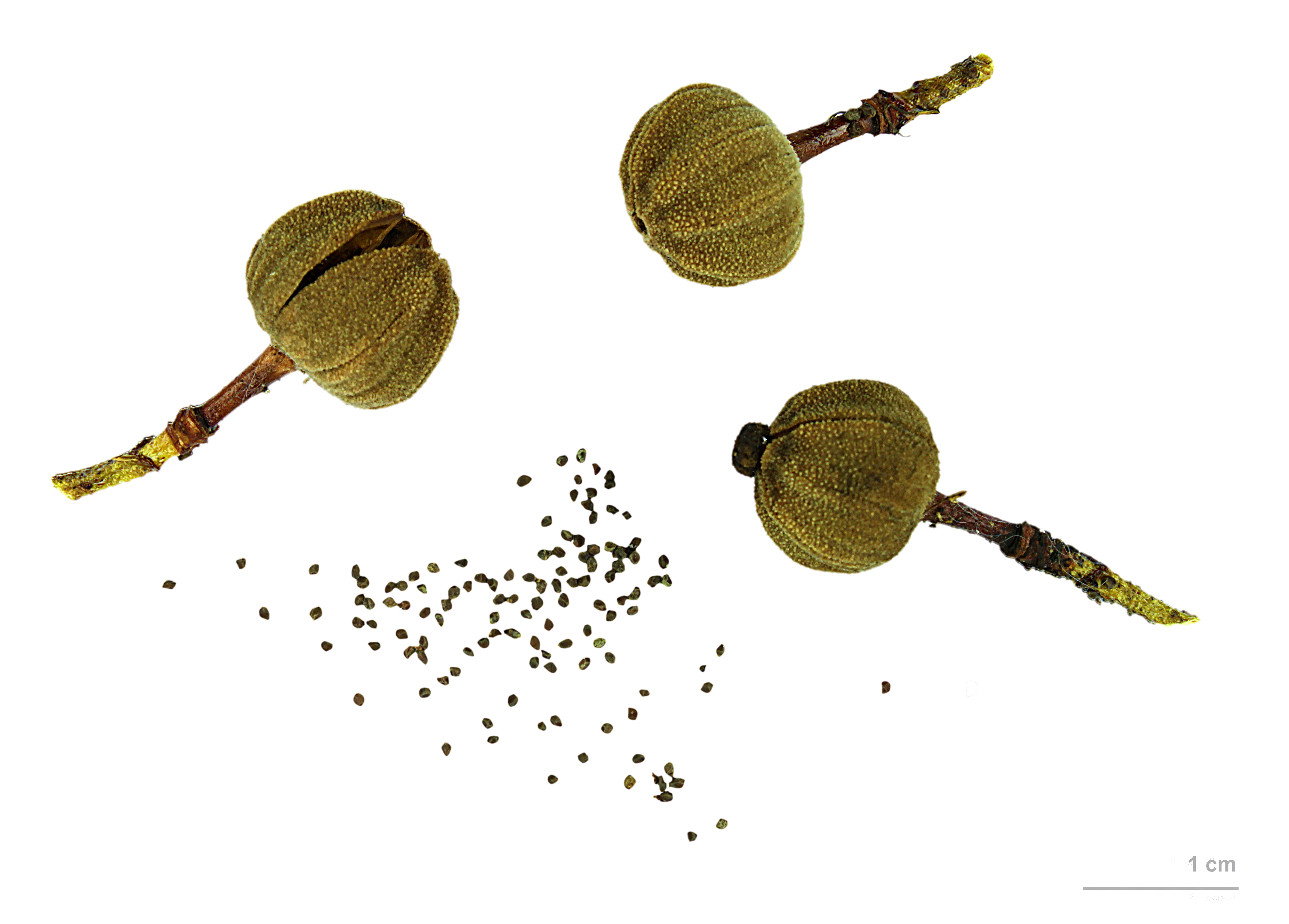
Cistus ladanifer

Ladanumcistros (Cistus ladanifer) är en solvändeväxt som förekommer från Portugal till södra Frankrike och Marocko och Algeriet. Arten växer på torra platser, vanligen på granit, till 100 m. Blommar i april-juni.
Städsegrön buske till 250 cm. Blad och grenar är mycket klibbiga och aromatiska. Blommorna blir 5-10 cm i diameter och är vita, ibland med purpurbruna basfläckar. Fruktämne med 10 celler.

## Hybrider
Arten korsar sig lätt med andra arter och några har erhållit vetenskapliga namn:
- Cistus × cyprius Lam., 1786 (C. ladanifer × C. laurifolius)

- Cistus × dansereaui P. Silva, 1980 (C. ladanifer × C. inflatus)

- Cistus × fernandesae P. Silva, 1981 (C. crispus × C. ladanifer)

- Cistus × hetieri Verguin, 1926 (C. ladanifer × C. laurifolius × C. monspeliensis)

- Cistus × neyrautii Verguin, 1924 (C. ladanifer × C. monspeliensis × C. salviifolius)

- Cistus × rodiaei Verguin, 1932 (C. albidus × C. ladanifer)

- Cistus × stenophyllus Link, 1822 (C. ladanifer × C. monspeliensis)

- Cistus × verguinii Coste & Soulié, 1908 (C. ladanifer × C. salviifolius)

## Sorter
- 'Bashful' - är en dvärgsort, till 30 cm, med rent vita, fullstora blommor.
- 'Bennett's White' - har rent vita krusiga blommor.
- 'Blanche' - rent vit sort. Uppdragare: Collingwood Ingram.
- 'John Hardy' - inga uppgifter hittade.
- 'Minstrel' - vit med purpur basfläckar. Uppdragare: Robert G.
- 'Paladin' - vit med purpur basfläckar. Uppdragare: Collingwood Ingram.
- 'Pat' - vit med purpur basfläckar. Uppdragare: Collingwood Ingram.

## Odling
Inte härdig i Sverige. Väldränerad jord i ett soligt läge. Härdig till -10°C.

## Användning
Ladanum eller labdanum är ett väldoftande harts som erhålls från flera arter inom Cistus-familjen, ur vars grenar och blad det flyter ut.
Ladanum samlas primärt som svartbruna klumpar, vanligen förorenade med aska, jord och andra hartser. Den förädlas till ett alkohollösligt extrakt varur man genom destillation med vattenånga framställer ladanumolja.
Denna olja har en fin, ambraliknande doft och används för parfymtillverkning.

## Synonymer
- Cistus grandiflorus Pour. ex Timb.-Lagr., 1874 nom. illeg.
- Cistus ladaniferus auct.
- Cistus ladanosma Hoffmanns., 1824
- Cistus viscosus Stokes, 1812, nom. illeg.
- Ladanium officinarum Spach, 1836, nom. illeg.
- Ladanum verum Raf., 1838